# Туатал Маэлгарб
Туатал Маэлгарб (др.‑ирл. Túathal Máelgarb, также Óengarb; убит ок. 544) — верховный король Ирландии (534/536 — ок. 544).

## Биография
Согласно средневековым генеалогиям, Туатал Маэлгарб был сыном Кормака Каэха, сына Койрпре, сына Ниалла Девяти Заложников. В ирландских анналах из его деяний упоминается только битва против племени кианнахта «между двух устий рек» в 535 году. Предполагается, что эта победа утвердила господство династии Уи Нейллов над долиной Бреги (современные графства Мит, Лаут и Дублин).
В житиях святых, прежде всего святого Киарана из Клонмакнойса, содержится несколько легенд о Туатале. Туатал изгнал своего будущего преемника, Диармайта мак Кербайлла, и тот укрылся в монастыре Клонмакнойс, помогая святому Киарану строить кельи. Святой сказал: «Положи мою руку на твою руку, и ты будешь над мужами Ирландии в чине Верховного Короля».
По преданию, рассказанному в «Анналах Клонмакнойса», Маэл Мор, единоутробный брат Диармайта, попросил у брата его вороного коня, взял в руки копьё и насадил на него сердце собаки. Дружинникам Туатала он заявил, что хочет показать королю сердце изгнанника-Диармайта. Его пропустили к Туаталу, Маэлмор нанёс ему смертельный удар копьём и тут же был убит охраной. Так на следующее утро после предсказания святого Киарана Диармайт мак Кербайлл стал верховным королём Ирландии.